# 凱厄瓦縣 (奧克拉荷馬州)
凱厄瓦縣（英語：Kiowa County）是美國奧克拉荷馬州西南部的一個縣。面積2,669平方公里。根據美國2000年人口普查，共有人口10,227人。縣治霍巴特（Hobard）。
成立於1901年。縣名紀念凱厄瓦人。

## 地理
根据美国人口调查局的数据凱厄瓦縣总面积2669平方公里，其中陆地面积2628平方公里，水域面积42平方公里，占总面积的1.56%。

### 重要高速公路
- 美国国道62
- 美国国道183
- 奧克拉荷馬州州道9
- 奧克拉荷馬州州道19
- 奧克拉荷馬州州道44

### 周边县
- 沃希托縣（北）
- 卡多縣（东）
- 科曼奇县（东南）
- 蒂尔曼县（南）
- 杰克逊县（西南）
- 格里尔县（西）

## 人口
根据2000年的人口普查凱厄瓦縣有居民10,227人，分4208个户、2815个家庭，其人口密度为每平方公里四人。其中美国白人占83.54%、非裔美国人占4.67%、美洲土著人占6.31%、亚裔美国人占0.31%、太平洋土著人占0.06%、其他人种占2.68%、混血儿占2.42%。西班牙裔和其他拉丁美洲裔的人占6.74%。
县内的4208个户里有27.9%有18岁以下的未成年人、52.0%是结婚夫妇、10.4%是带孩子的单身妇女、33.1%不是家庭、30.6%是单身汉、16.3%有65岁以上的老人。平均每户2.35人、每个家庭2.92人。
县内人口结构为24.2%在18岁以下、7.5%在18至24岁之间、24.5%在25至44岁之间、23.4%在45至64岁之间、20.3%在65岁以上。平均年龄为41岁。女子对男子的性别比为100：95.7。成年人的性别比为100：90.7。
县内居民每户平均年收入为26,053美元。家庭的平均年收入为34,654美元。男子的平均年收入为25,552美元，女子的平均年收入为19,497美元。人均年收入为14,231美元。约15.0%的家庭和19.3%的居民生活在贫困线以下，其中包括23.3%的未成年人和15.7%的老年人。